# 프로토산업화
프로토산업화(Protoindustrialization)는 산업 혁명의 원형이 되는 경제 형태를 일컫는 용어다. 1970년대 초반 프로토산업화라는 용어를 처음 소개한 경제사가들은 16세기에서 19세기 사이 유럽 일부 농촌에서 외부 시장을 위한 수공예품 생산의 지역적 발전이 산업 혁명으로 이어지는 사회경제적 여건을 형성했다고 설명한다. 후기 연구가들은 비슷한 조건이 세계 여타 지역에서 등장했다고 설명한다. 프로토산업화 이론의 많은 요소들은 다른 역사학자들에 의해 반박되어왔다.

## 역사
프로토산업화라는 용어는 1969년 프랭클린 멘델스의 박사논문에서 고안됐고 1972년 게재한 글을 통해 대중화됐다. 멘델스는 초창기에 농한기 동안 여유가 생긴 잉여 노동력이 농촌소득을 증대하고 도시길드의 독점을 붕괴하고 인구 증가를 제한한 농촌전통을 약화시켰다고 주장한다. 결과적인 인구 증가는 자급자족의 과정 속에서 더 큰 생산증대를 이끌었는데 멘델스는 이 과정은 산업화로 이어지는 노동, 자본, 상업 기술을 생성했다고 주장한다.
다른 사가들은 1970년대와 1980년대에 이러한 개념들을 확장했다. 피터 크리테(Peter Kriedte), 한스 메딕(Hans Medick), 위르겐 슬룸봄(Jürgen Schlumbohm)은 1979년 그들의 저서에서 이 이론을 장원에서 산업자본주의로 향하는 유럽 사회의 변혁에 대한 광의적 해석으로 확대했다. 그들은 이러한 변혁 속에서 프로토산업화는 중세 성기 장원 약화 이후에 수반되는 2차적 국면이라고 설명했다. 후기 사가들은 중국, 일본, 인도 등을 포함한 세계 여타 지역들에서 비슷한 상황을 발견했다.
이후 유럽에서의 프로토산업화 적용 가능성은 도전받아왔다. 가령 마틴 돈턴(Martin Daunton)은 어떻게 광산, 제분소, 대장간, 용광로가 농촌 경제에 들어맞았는지를 언급하면서 프로토산업화가 산업 확장을 충분히 설명하기엔 너무 많은 요소들을 제외한다며 프로토산업화의 요소들이 산업화 이전 경제의 핵심적인 도시기반산업 뿐 아니라 비非가내수공업 조직에 기반한 농촌 및 도시 산업을 무시했다고 주장했다.

## 무굴 제국
몇몇 사가들은 근세 인도, 그 중에서도 특히 가장 부유하고 광대한 지역이었던 무굴 제국에서 프로토산업화를 발견했는데 무굴 제국은 14세기 이후 세계시장과 상업적 접촉을 해온 핵심 무역국가였다. 무굴 제국은 유럽 이외의 지역에서 VOC 수입의 40%를 차지했다. 17세기에서 18세기 무굴 제국 6대 지도자 아우랑제브가 샤리아와 이슬람 경제를 통해 인도를 통치할 때 중국보다 앞서서 제조업이 지속적으로 성장했다. 인도는 세계 GDP의 25%를 차지하고 산업 혁명 이전 18세기 서유럽보다 더 좋은 상황 속에서 세계에서 가장 규모가 큰 경제권이 됐다.
경제 및 군사 측면에서 남인도의 핵심이었던 마이소르 왕국의 하이데르 알리 및 티푸 술탄은 나폴레옹 시기 프랑스의 동맹이었고 1인당 소득 및 인구가 급격히 성장했으며 경제 구조가 변화했고 군사 기술을 중심으로 기술혁신이 성장했다.

## 같이 보기
- 선대제수공업
- 아르세날레 디 베네치아